# マーティネズ (カリフォルニア州)
マーティネズ（英語: Martinez）は、アメリカ合衆国カリフォルニア州の都市。コントラコスタ郡の郡庁所在地である。人口は3万7287人（2020年）。

## 地理
サンフランシスコ・ベイエリアのオークランド北方に位置している。サスーン湾の入り口にあるカーキネス海峡に面している。

## 歴史
カーキネス海峡を横断する渡し船の船着き場から発展した。1850年にコントラコスタ郡が発足し、郡庁所在地に選ばれた。しかし自治体設立に必要な人口に達していなかったため、暫くは州政府が代行することになった。1876年に法人化し「マーティネズ市」が誕生した。油田の発見があり1904年に石油精製所が稼働開始した。これ以降は石油産業が町の経済を牽引した。

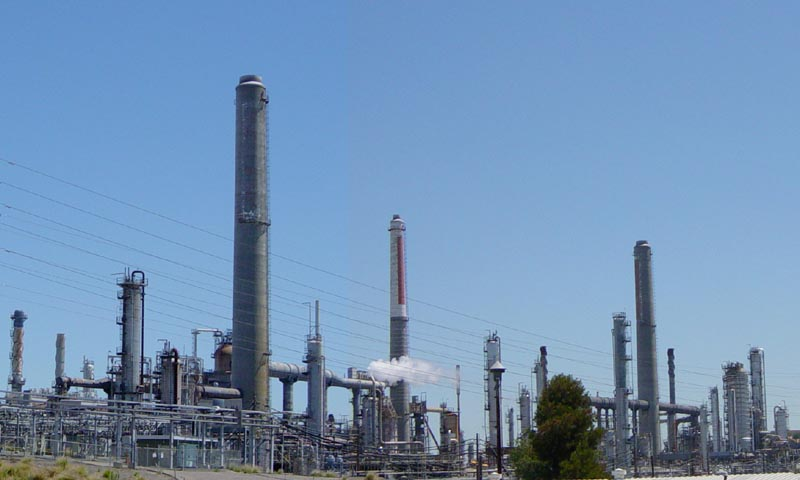
マーティネズにあるシェルの石油精製工場

## 交通
- ベニーシャ・マーティネズ橋によりベニーシャと結ばれている。

- マーティネズ駅にはアムトラックの長距離列車が停車する。

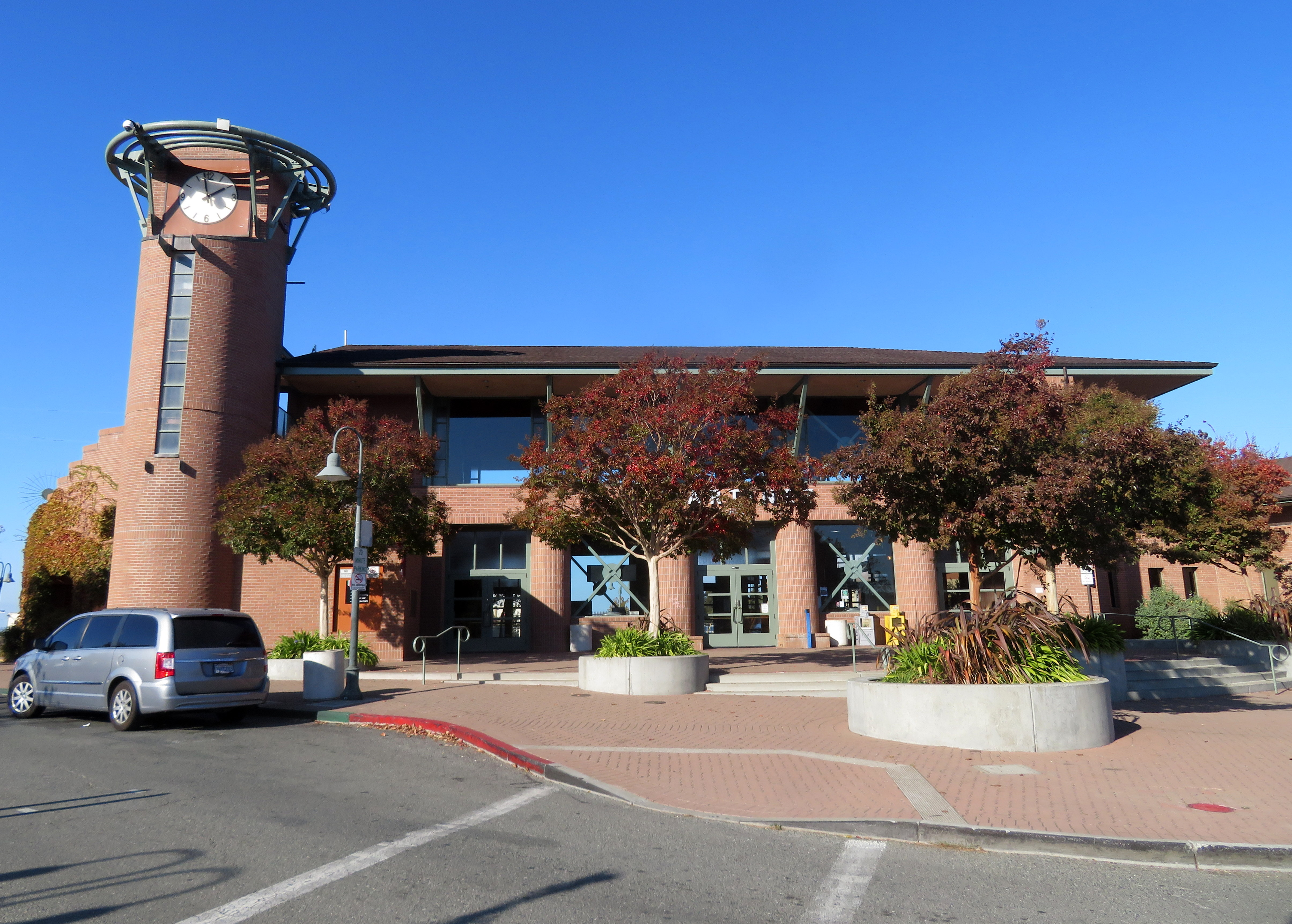
マーティネズ駅

## 出身有名人
- ジョー・ディマジオ：野球選手

## 姉妹都市
マーティネズは Sister Cities International によって指定された、3つの姉妹都市を有している：
- Dunbar市（イギリス・スコットランド）
- 漢川市（中国）
- ミラッツォ市（イタリア）